# Marissa Sheva
Marissa Sheva (* 22. April 1997 in Sellersville, Pennsylvania) ist eine in den USA geborene irische Fußballnationalspielerin.

## Karriere

### Vereine
Von 2015 bis 2018 spielte sie für die College-Mannschaft der Penn State Nittany Lions. Sie entschied sich aber nicht sich für den Draft 2019 zu registrieren, weil sie sich auf ihre Leichtathletik-Aktivitäten konzentrieren wollte.
Im Februar 2020 schloss sie sich in Spanien dem Zweitligisten Deportivo Alavés Gloriosas an. Nach einer einzigen Einwechselung in einer Partie, in welcher sie noch elf Minuten Spielzeit bekam, verließ sie den Klub aber schon wieder und schloss sich nach einem Trainingslager in der Vorbereitung auf die neue Saison dem NWSL-Franchise Utah Royals FC an.
Durch eine Operation an der Hüfte kam sie für das Franchise zumindest in der Liga aber nie zum Einsatz und fiel für die komplette Spielzeit 2021 aus. Zur Saison 2022 schloss sie sich dann Washington Spirit an, wo sie im August des Jahres dann auch einen festen Platz im Kader bekam. Im November wurde ihr Vertrag dann auch noch um ein Jahr verlängert.

### Nationalmannschaft
Nachdem sie der FAI mitteilte, dass sie für die irische Nationalmannschaft spielberechtigt sei, wurde sie zu einem Trainingslager im Februar 2023 eingeladen. Bedingt durch ihre Großeltern mütterlicherseits konnte sie die Staatsbürgerschaft für sich einräumen. Danach kam sie auch noch in zwei weiteren Freundschaftsspielen zum Einsatz.
Im Juni 2023 wurde sie für den vorläufigen Kader für die Endrunde der Weltmeisterschaft 2023 nominiert.  Am 28. Juni 2023 wurde sie für den finalen WM-Kader nominiert.